# Pěnkava
Pěnkava (Fringilla) je rod starosvětských zrnožravých ptáků z čeledi pěnkavovitých. Pěnkava je jediným rodem podčeledi Fringillinae, od sesterské podčeledi Carduelinae se liší tím, že mláďata nekrmí semeny, ale spíše hmyzem. Žije ve všech typech lesů. Staví si miskovité hnízdo na stromech a keřích v nevelké výšce nad zemí. Má krátký zobák kuželovitého tvaru, jímž drtí různá semena. Staří samci v České republice přezimují.

## Druhy
Jsou známy pouze čtyři druhy pěnkav. Běžná evropská pěnkava obecná, severská pěnkava jikavec a dva druhy pěnkav z Kanárských ostrovů – pěnkava kanárská a pěnkava tenerifská, které byly navzájem odděleny v roce 2016.

## Homonyma
Použití českého rodového názvu pěnkava se v současnosti zcela kryje s použitím latinského názvu Fringilla, ale v minulosti byl tento název použit i pro ptáky jiných rodů a čeledí.
Z čeledi Fringillidae – pěnkavovití
- „pěnkava citronová“ = Carduelis citrinella (Pallas, 1764) – zvonohlík citrónový

Z čeledi Passeridae – vrabcovití
- „pěnkava podhorní“ = Montifringilla nivalis (Linnaeus, 1766) – pěnkavák sněžný
- „pěnkava sněžní“ = Montifringilla nivalis (Linnaeus, 1766) – pěnkavák sněžný

Z čeledi Cardinalidae – kardinálovití
- „pěnkava indigová“ = Passerina cyanea (Linnaeus, 1766) – papežík indigový
- „pěnkava lazurová“ = Passerina amoena (Say, 1823) – papežík lazurový
- „pěnkava Léclancherova“ = Passerina leclancherii Lafresnaye, 1840 – papežík Léclancherův
- „pěnkava mnohobarvá“ = Passerina versicolor (Bonaparte, 1838) – papežík mnohobarvý

V čeledi Thraupidae – tangarovití (podčeledi Coerebinae) se nachází skupina pěti rodů s cca 18 druhy, pro které se používá název Darwinovy pěnkavy. Tito ptáci mají v češtině oficiální rodový název pěnkavka.
| Český název        | Latinský název                                         | Obrázek | Domovina                      |
| ------------------ | ------------------------------------------------------ | ------- | ----------------------------- |
| pěnkava jikavec    | Fringilla montifringilla Linnaeus, 1758                |         |                               |
| pěnkava kanárská   | Fringilla polatzeki Hartert, 1905                      |         | ostrov Gran Canaria           |
| pěnkava obecná     | Fringilla coelebs Linnaeus, 1758                       |         | Eurasie, severozápadní Afrika |
| pěnkava tenerifská | Fringilla teydea Webb, Berthelot & Moquin-Tandon, 1836 |         | ostrov Tenerife               |